# Бандера (Техас)
Бандера (англ. Bandera; ісп. Bandera, дос. «Прапор») — місто в США, адміністративний центр округу Бандера штату Техас. Населення — 829 осіб (2020).

## Історія
За пам'ятним знаком, що встановлений у центрі містечка, Бандера засноване емігрантами з Польщі, послідовниками Римо-католицької церкви. Ними в 1876 році побудована церква Св. Станіслава, яка допіру є однією з найстаріших церков Техасу. Ім'я поселення походить від латинського слова, що означає «прапор». Прізвисько Бандери — «Ковбойська столиця світу».
Місто почали будувати в 1855 році шістнадцять польських сімей. Офіційною датою заснування вважається 1857 рік. Невдовзі у Бандері розвинуто бавовництво і скотарство (в 1870 році на 649 мешканців припадало 4740 голів худоби). В 1868 році побудоване приміщення суду. На початку XX століття економіка містечка потерпала від серії руйнівних повеней. У 1915 році в місті сталася пожежа, на наступний день після якої була створена пожежна дружина. До побудови шосе до Сан-Антоніо в 1936 році Бандера було фактично відірване від решти світу. В 1964 році поселення отримало статус міста (city), незважаючи на свої малі розміри і нечисле́нне населення. У 1978 році в місті також була руйнівна повінь.
Станом на 2013 рік у місті працює медична та ветеринарна клініки, тартак, бібліотека, сім церков, музей і вища школа, у якій навчається майже 800 учнів.

## Географія
Бандера лежить у центральній частині Техасу у так званій Країні техаських пагорбів. З півдня місто огинає річка Медіна. Через місто проходить автомагістраль Texas State Highway 16.
Бандера має координати 29°43′30″ пн. ш. 99°4′27″ зх. д. / 29.72500° пн. ш. 99.07417° зх. д. (29.725126, -99.074261).  За даними Бюро перепису населення США в 2010 році місто мало площу 3,10 км², з яких 3,08 км² — суходіл та 0,02 км² — водойми.

## Демографія
Згідно з переписом 2010 року, у місті мешкало 857 осіб у 361 домогосподарстві у складі 199 родин. Густота населення становила 277 осіб/км².  Було 437 помешкань (141/км²).
Расовий склад населення:
| - 93,9 % — білих - 0,8 % — чорних або афроамериканців - 0,8 % — азіатів - 0,6 % — корінних американців - 2,7 % — осіб інших рас |

До двох чи більше рас належало 1,2 %. Частка іспаномовних становила 18,8 % від усіх жителів.
За віковим діапазоном населення розподілялося таким чином: 16,2 % — особи молодші 18 років, 54,6 % — особи у віці 18—64 років, 29,2 % — особи у віці 65 років та старші. Медіана віку мешканця становила 51,6 року. На 100 осіб жіночої статі у місті припадало 80,0 чоловіків;  на 100 жінок у віці від 18 років та старших — 81,8 чоловіків також старших 18 років.
Середній дохід на одне домашнє господарство  становив 52 853 долари США (медіана — 41 992), а середній дохід на одну сім'ю — 69 807 доларів (медіана — 63 333). За межею бідності перебувало 10,6 % осіб, у тому числі 1,8 % дітей у віці до 18 років та 3,5 % осіб у віці 65 років та старших.
Цивільне працевлаштоване населення становило 493 особи. Основні галузі зайнятості: роздрібна торгівля — 27,4 %, освіта, охорона здоров'я та соціальна допомога — 18,3 %, мистецтво, розваги та відпочинок — 13,8 %, публічна адміністрація — 11,8 %.
Походження предків
- німці — 20,7 %
- англійці — 11,3 %
- ірландці — 11,1 %
- корінні американці — 6,8 %
- поляки — 6,7 %

## Пам'ятки
- Музей Frontier Times Museum — працює з 1933 року[7]

## Галерея

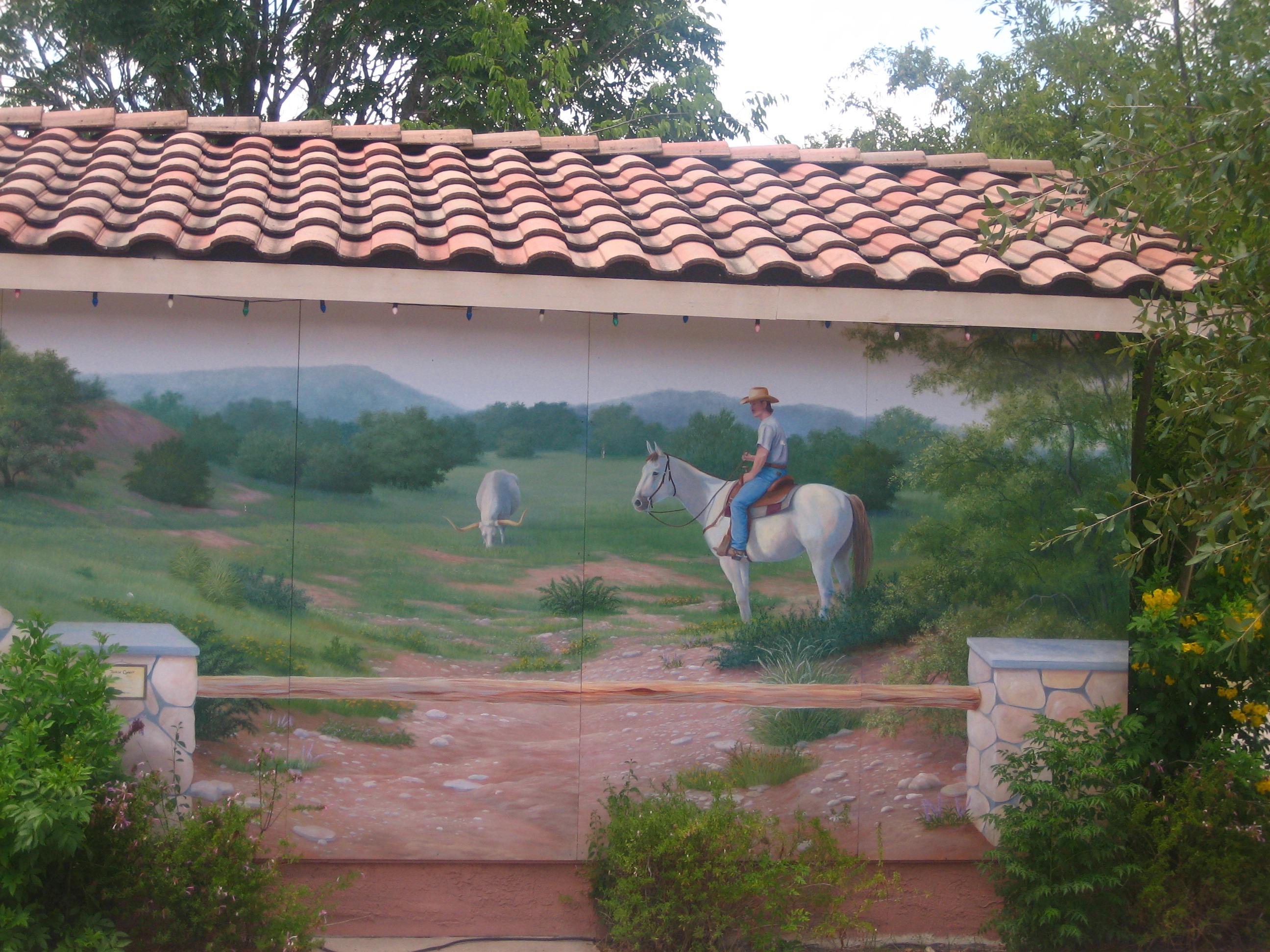
Бандера — «Ковбойська столиця світу»
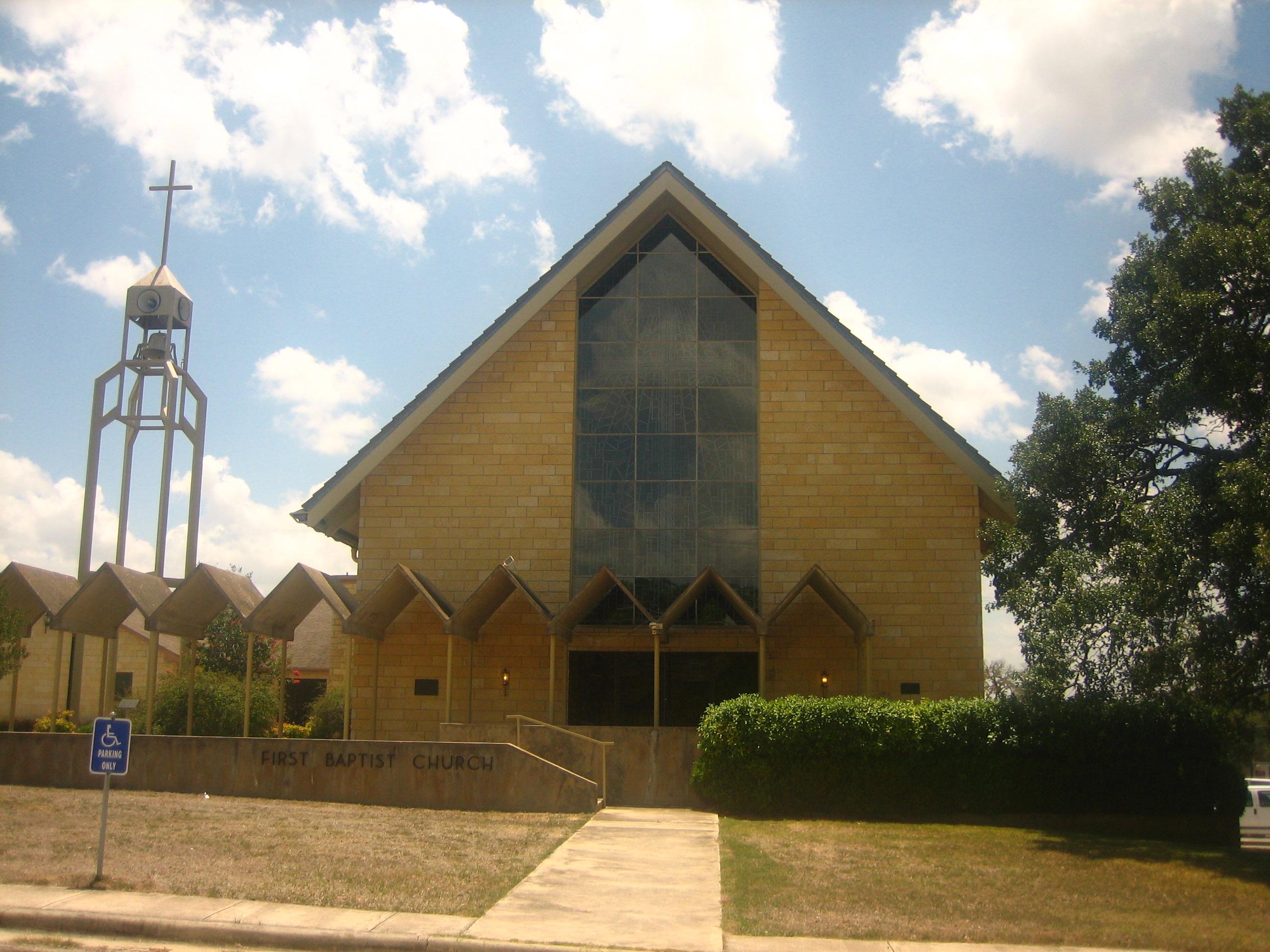
Баптистська церква
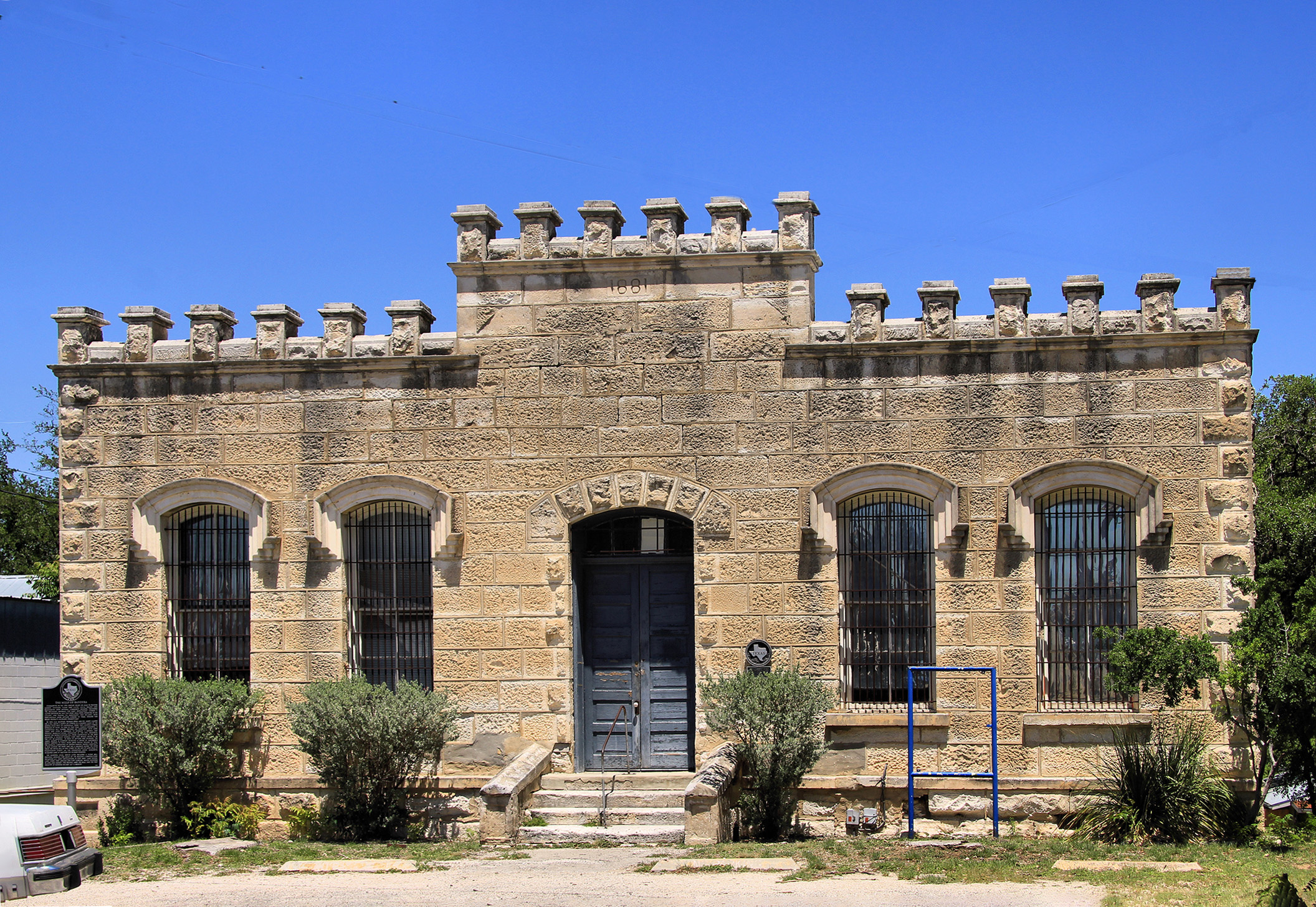
Колишня окружна в'язниця
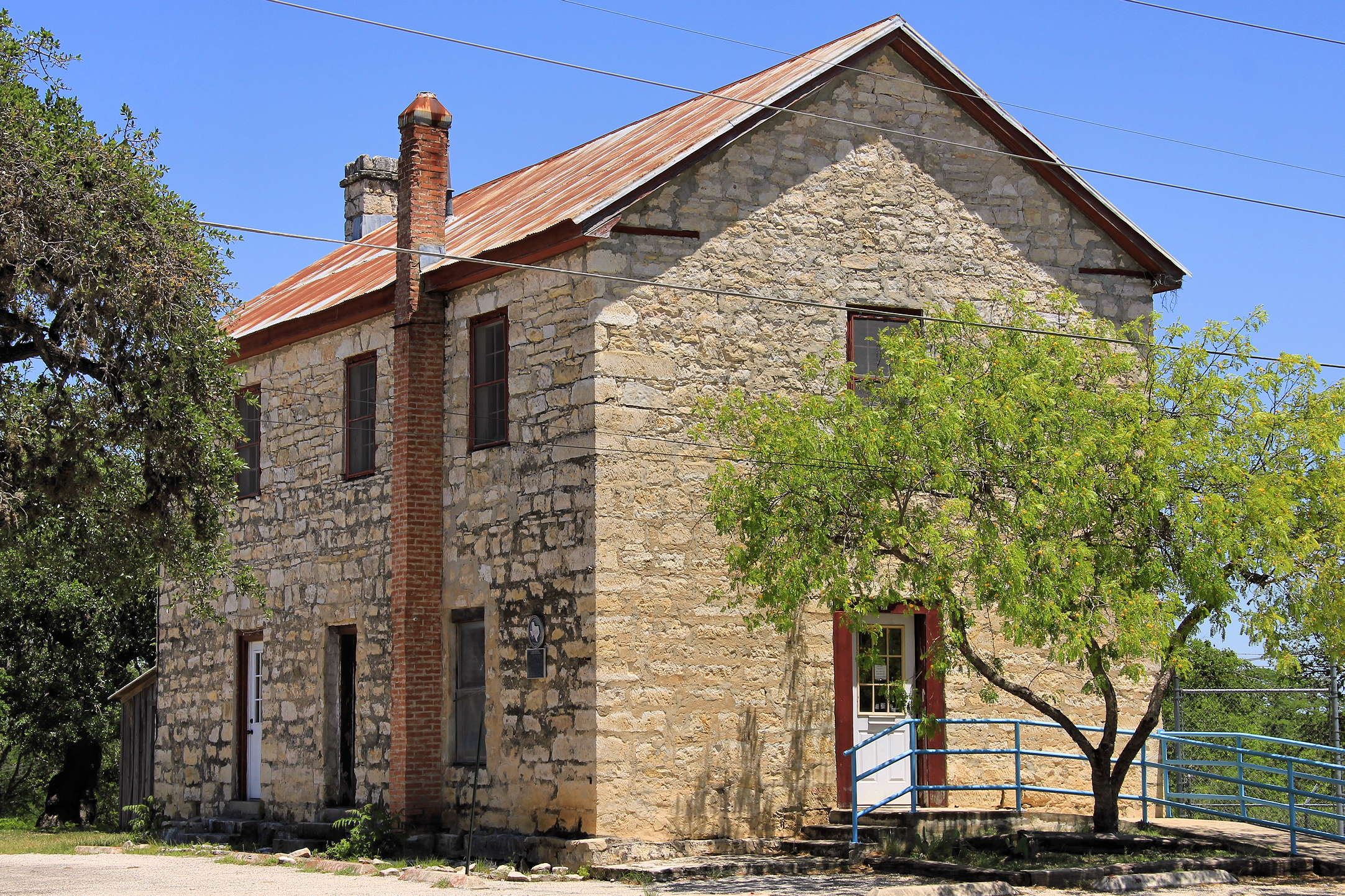
Колишній окружний суд